# Denta
Denta é uma comuna romena localizada no distrito de Timiș, na região histórica do Banato (parte da Transilvânia). A comuna possui uma área de 91.40 km² e sua população era de 3235 habitantes segundo o censo de 2007.